# Psephenoides immsi
Psephenoides immsi is een keversoort uit de familie keikevers (Psephenidae). De wetenschappelijke naam van de soort werd in 1914 gepubliceerd door Charles Joseph Gahan.